# Mochitlán (kommun)
Mochitlán är en kommun i Mexiko.   Den ligger i delstaten Guerrero, i den södra delen av landet, 230 km söder om huvudstaden Mexico City. Antalet invånare är 10 709. Arean är 578 kvadratkilometer.
Terrängen i Mochitlán är bergig åt nordost, men åt sydväst är den kuperad.
Följande samhällen finns i Mochitlán:
- Monte Alegre
- Lagunilla
- San Roque
- Tlapacholapa
- Tlacotepec
- Zintlanapa
- El Naranjo
- Laguna de San Isidro